# Pogrom w Szczuczynie
Pogrom w Szczuczynie – masowe morderstwo miejscowych Żydów dokonane 27 czerwca 1941 roku w Szczuczynie. Zbrodni dokonała grupa Polaków zorganizowana przez powołanego przez Niemców na burmistrza Stanisława Pieniaka. Wg relacji świadków zginęło od 300 do 400 osób.

## Tło historyczne
Potwierdzone dane o żydowskim osadnictwie w Szczuczynie sięgają XVIII wieku. Przed wybuchem wojny w 1939 roku społeczność żydowska w Szczuczynie to koło 3000 osób, co stanowiło ponad połowę wszystkich mieszkańców.
We wrześniu 1939 roku do leżącego tuż koło granicy Prus Wschodnich oddziały niemieckie wkroczyły już pierwszego dnia wojny. Po polskim kontrataku wycofały się, by ponownie zając miasto 7 września. 9 września wszystkim żydowskim mężczyznom do 45 roku życia nakazano stawienie się na szczuczyńskim rynku. Spośród nich trzystu wywieziono na tereny, które na mocy paktu Ribbentrop-Mołotow miały przypaść III Rzeszy. Część z nich trafiła na roboty przymusowe do Niemiec, część została zamordowana. Do Szczuczyna powróciło jedynie trzydziestu z nich. Ta akcja spowodowała, że żydowska społeczność Szczuczyna pozbawiona była młodych mężczyzn.
22 września w dzień Jom Kippur Niemcy wycofali się ze Szczuczyna, a sześć dni później do miasta wkroczyła oddziały Armii Czerwonej. Ludność żydowska Szczuczyna powitała wkraczających żołnierzy sowieckich jak wyzwolicieli. Następnego dnia rozpoczęły się pierwsze aresztowania wśród Polaków, a wkrótce później wywózki w głąb ZSRR. Wywózki obejmowały nie tylko Polaków, ale także Żydów. Ostatnia wywózka, która miała miejsce 20 czerwca 1941 roku objęła 29 rodzin żydowskich, co uratowało im życie.

## Przebieg wydarzeń
Zachowało się kilka relacji ocalałych z pogromu, którym udało się przeżyć cały okres okupacji niemieckiej. Relacje te pokrywają się z informacjami z akt ośmiu spraw karnych dotyczących tragicznych wydarzeń lata 1941 roku.
Niemcy wkroczyli do Szczuczyna 24 czerwca. Były to jednak oddziały frontowe, które nie zatrzymały się w miasteczku lecz ruszyły dalej[niewiarygodne źródło?]Polscy mieszkańcy Szczuczyna zorganizowali tymczasową władzę i milicję. Burmistrzem został kowal Stanisław Pieniak, naczelnikiem straży obywatelskiej uwolniony z sowieckiego więzienia Marian Światłowski, ważną rolę w tymczasowych władzach odgrywał też były dyrektor miejscowej szkoły Jonkajtys. Wszyscy oni byli przed wojną działaczami lub sympatykami Stronnictwa Narodowego.
Inicjatorami pogromu byli burmistrz Stanisław Pieniak, jego brat Albert oraz mieszkający pobliskiej wsi Świdry, późniejszy agent Gestapo Mieczysław Kosmowski.
Akcja była dobrze zorganizowana. Uczestniczyło w niej kilkudziesięciu mężczyzn podzielonych na trzy grupy. Jedna atakowała osiedle żydowskie nazwane Pawełki, druga mieszkania żydowskie na Rynku, trzecia nową część miasta. Według kilku relacji zginęło tej nocy około 300 lub 400 Żydów, w większości kobiet i dzieci. Po rzezi rozpoczął się rabunek mieszkań. Mordercy zapowiadali, że następnego dnia powtórzą pogrom.
Jedna z ocalonych z pogromu Chaja Sójka Goldman w liście wysłanym w lipcu 1945 roku tak opisała wydarzenia następnego dnia:
Pozostali przy życiu byli przybici strachem i zadawali sobie pytanie co mamy robić? Jak możemy się uratować? Moja matka pobiegła do księży prosić ich o wstawienie się za Żydami, ci jednak odmówili pomocy. Razem z Chaną Libą Zemłem i Salą pospieszyłam do polskich inteligentów. U nich także nie znaleźliśmy ratunku.(…) Zapadła noc. Około dwudziestu Niemców wkroczyło do miasta – zwyczajni żołnierze. Bałyśmy się im pokazywać, ale później wpadłyśmy na pomysł, abyśmy zaryzykowały i zwróciły się do nich – może nam pomogą? (…) Z początku odmówili nam pomocy: „to nie nasza sprawa my walczymy tylko na froncie, a nie z cywilami” – wyjaśnili. Jednak kiedy zaproponowałam im mydło i kawę zmiękli. Pilnowali porządku w mieście przez całą noc i dzięki temu był spokój.
Do kolejnego masowego mordu szczuczyńskich Żydów doszło 14 lipca. Było to już po pogromach i masowych mordach w Radziłowie, Wąsoszu Jedwabnem i wielu innych miejscowościach. Najprawdopodobniej w tym czasie w Szczuczynie stacjonowały lub pojawiały się czasowo niemieckie specjalne oddziały operacyjne. Zapewne na rozkaz niemiecki polska milicja na rynku zgromadziła około stu mężczyzn, których następnie zaprowadzono na żydowski cmentarz we wsi Skaje i tam okrutnie zamordowano kijami, siekierami czy łopatami.
W następnym tygodniu w Szczuczynie zorganizowano getto. Jego komendantem został Wincenty Rong, który wcześniej brał udział w mordzie na cmentarzu w Skajach. Po utworzeniu getta rozwiązano polską ochotniczą milicję, a w jej miejsce powołano regularną jednostkę policji pomocniczej na żołdzie niemieckim.
Do kolejnej zbrodni doszło w sierpniu. Kilkanaście kobiet ze szczuczyńskiego getta pracujących w majątku rolnym zostało przez sześciu mężczyzn ze Szczuczyna wywiezionych do lasu, gdzie na kilku dokonano zbiorowego gwałtu, a wszystkie okrutnie zabito. Po wojnie jeden ze sprawców tej zbrodni Stanisław Zalewski został osądzony i skazany na karę śmierci.